# ラジオふるさと便
ラジオふるさと便（ラジオふるさとびん）は、文化放送ほかで2002年度から2012年度までナイターオフシーズン（10月 - 3月）に生放送されたラジオ番組。毎週日曜日の19:00 - 20:00に放送されていた。

## 概要
2002年度のスタート当初は数局のみのネットだったが、2003年度から徐々に増加。なお栃木放送は2005年度のみ、山陽放送（現：RSK山陽放送）は2004 - 2005年度のみネットを中止。南海放送は2004年度のみネットしている。
2006年度と2007年度は全国34局ネット、2008年度は全国33局ネットで放送された。
2009年度は東海ラジオ 、毎日放送（ラジオ部門は現：MBSラジオ）を加えた全国35局ネットで放送  。
白井静雄がパーソナリティを務めた2009年度より『白井静雄のラジオふるさと便』という番組タイトルになった。さらに、2010年度は京都放送（KBS京都ラジオ）も加わり、全国35局ネットの放送となった。しかし、2011年度はMBSとラジオ関西がネットを中止し全国33局ネット、2012年度はMBSが復帰して全国34局ネットとなった。
2010年度からはナイターシーズン中も『ラジオふるさと便アネックス』として、全国17局で放送された。文化放送が日曜に放送しているNRNナイターが事実上、月曜同様に試合がある場合のみ発生する番組になったことから、その代替的な役割に充てられていた。
ナイターオフ期間中も数回程度、裏送りが発生する場合があった。これは10月 - 11月に日本プロ野球の日本シリーズがあり、文化放送は全試合生中継するため、この番組放送日と重なった場合、一部のネット局で文化放送から裏送りで生放送となる場合があった。年度によっては、3月末または4月最初の日曜にプロ野球開幕戦がナイターで行われた場合も同様の措置をとる場合があった。
2012年ナイターオフは12月16日、衆議院総選挙のため、一部ネット局は休止。12月30日はHBC、IBC、MROのみ『第54回 輝く!日本レコード大賞』ラジオ実況中継のため、休止。
2013年ナイターシーズンより、文化放送は日曜ナイターを原則取りやめ、『キニナル』を開始した。この影響で、文化放送およびナイターオフ期間のみ放送している局では2013年3月、『アネックス』をネットしている局は2013年9月をもって、本番組の放送を終了。合計11年の放送に幕を閉じた。NRNネット番組としての役割は、2013年10月以降『キニナル』が引き継いだ。

## パーソナリティ

### 男性
- 太田英明（2002年度 - 2005年度）
- 鈴木光裕（2006年度・2007年度）
- 竹内靖夫（2008年度）
- 白井静雄（2009年度 - 2013年度ナイターシーズン）

### 女性
- 白須賀亜紀子（2002年度 - 2005年度）
- 鈴木理恵（2006年度）
- 青柳まゆみ（2007年度 - 2012年度ナイターシーズン）
- 井坂綾（2012年度ナイターオフ - 2013年度ナイターシーズン）

公式サイトでは白井を「メインパーソナリティ」、井坂を「アシスタント」と扱っていた。

## ネット局

### 『アネックス』ネット局一覧
○印：2010・2011年ともナイターシーズンの『アネックス』を放送した局、●印：2011年のみナイターシーズンの『アネックス』を放送した局
| 放送対象地域   | 放送局             | 放送時間           | 備考 |
| -------------- | ------------------ | ------------------ | --- |
| 関東広域圏     | 文化放送（QR）     |                    | 制作・幹事局 |
| 北海道         | ○北海道放送（HBC） | 日曜 19:00 - 20:00 | |
| 青森県         | ○青森放送（RAB）   | 日曜 18:05 - 19:00 | 放送時間が5分短いのは、18:00から『東奥日報ニュース』を設定しているため。 『キニナル』はナイターシーズンのみ同枠で放送。 |
| 岩手県         | ○IBC岩手放送       | 日曜 19:00 - 20:00 | |
| 山形県         | ○山形放送（YBC）   | 土曜 21:00 - 22:00 | |
| 栃木県         | ●栃木放送（CRT）   | 日曜 20:00 - 21:00 | 『キニナル』はネットせず。                                                                                              |
| 新潟県         | ○新潟放送（BSN）   | 日曜 18:00 - 19:00 | |
| 山梨県         | ○山梨放送（YBS）   | 日曜 18:00 - 19:00 | |
| 富山県         | ○北日本放送（KNB） | 日曜 18:00 - 19:00 | |
| 石川県         | ○北陸放送（MRO）   | 日曜 21:00 - 22:00 | |
| 東海広域圏     | ●東海ラジオ（SF）  | 日曜 19:00 - 20:00 | プロ野球中日戦ナイター中継により時間変更・休止あり。 2013年度の『アネックス』はネットせず。                             |
| 京都府・滋賀県 | ●KBS京都           | 日曜 19:00 - 20:00 | |
| 和歌山県       | ○和歌山放送（WBS） | 日曜 19:00 - 20:00 | |
| 岡山県         | ○山陽放送（RSK）   | 土曜 18:00 - 19:00 | 2011年度はファジアーノ岡山戦の中継がある日は18:00 - に変更。                                                            |
| 山口県         | ○山口放送（KRY）   | 日曜 20:00 - 21:00 | |
| 香川県         | ○西日本放送（RNC） | 土曜 19:00 - 20:00 | |
| 徳島県         | ○四国放送（JRT）   | 日曜 22:00 - 23:00 | |
| 高知県         | ○高知放送（RKC）   | 日曜 23:00 - 24:00 | |
| 長崎県・佐賀県 | ○長崎放送（NBC）   | 日曜 19:00 - 20:00 | NBCラジオ佐賀を含む。                                                                                                   |
| 宮崎県         | ○宮崎放送（MRT）   | 日曜 19:00 - 20:00 | |

### 備考
- ネット局紹介は、CM前のジングルとして流していた。
  - 2005年度までは「ラジオふるさと便。この番組は、東京・文化放送をキーステーションに、・・・・を含む。全国○○局（ネット局の局数を言う）のふるさとのラジオ局を結んで、お届けしています。」と、白須賀がコメントしていた。
  - 2007年度は「ラジオふるさと便。この番組は、東京・文化放送から、全国34のふるさとのラジオ局を結んでお届けします。」と青柳がコメントしている。
  - 2012年度は「白井静雄のラジオふるさと便。この番組は、東京・文化放送から、全国のラジオ局を結んでお届けします。」と前述のとおり、日によって放送休止するラジオ局を配慮してコメントしている。
- 北海道及び近畿広域圏のネット局は『文化放送ホームランナイター』中継担当局とは異なる[11]。
- 姉妹番組として、国民の祝日に文化放送と系列局とをつないで同時生放送される『ホリデーふるさと便[12]』がある。この担当も太田英明から鈴木光裕、2013年に白井に変更。2013年の場合、4月29日（昭和の日）はKNB、9月23日前後（秋分の日）はRABを特集。当番組終了後も、『ホリデーふるさと便』の放送は継続されている。
- 2011年3月13日は東北地方太平洋沖地震（東日本大震災）の影響により、報道中心の内容に変更。また、一部ネット局ではTBSラジオもしくはニッポン放送の震災特別番組に差し替え。
- 2011年4月3日は特別企画として『谷村新司トーク&ライブ・支援キャラバン〜心の学校』を放送。2012年3月25日にも同様のイベント『心の学校プレミアム』を放送。
- 2012年4月1日は文化放送開局60周年特別企画として『立川志の輔 in よみうりホール』を放送。この回は野村邦丸が進行役。

## コーナー
- 2013年度
  - 『白井静雄の歌人伝説』
  - 『白井静雄の昭和にあったよね』
  - 『白井静雄のお騒がせ人物伝』
  - 『白井静雄の今もあるよね? ロングラン商品』
  - 『白井さんにおすすめ! シニアの手習い』
  - 『白井さんにおすすめ! この資格』
  - 『白井静雄の昭和に集めたよね』
  - 『あなたは信じますか?迷信・俗信・言い伝え』
  - 『綾のおふくわけ』
  - 『綾先生のお天気教室』

- 2012年度
  - 『新 お国 de 発見伝』
  - 『ふるさと回覧板』
  - 『アオヤギの教えてほしいの!洋食のふ・る・さ・と』
  - 『アオヤギのアジアン食堂へようこそ』
  - 『アオヤギの教えて!摩訶不思議』
  - 『アオヤギさんのお取り寄せ!』
  - 『白井静雄の歌人伝説』
  - 『白井静雄の昭和にあったよね』（2012年10月から）
  - 『綾のおふくわけ』（同上）
  - 『綾のお天気ハ・テ・ナ』（同上）
  - 『綾の居酒屋ハ・テ・ナ』（同上）

- 2011年度
  - 『アオヤギの直して!四字熟語』
  - 『アオヤギの教えてほしいの!食材のふるさと』
  - 『アオヤギのアッと驚く動物生態記』
  - 『アオヤギさんのお取り寄せ!』
  - 『アオヤギの珍名奇名大百科』
  - 『アオヤギの行ってこいこーい!パワースポット』（2011年7月から）
  - 『私が選んだふるさとニュース』
  - 『白井静雄の今さら聞けない世界遺産』
  - 『白井静雄の知ってる?新平成語』
  - 『白井静雄のブレーキングニュース』
  - 『白井静雄のあの味この味何の味』
  - 『白井静雄が選ぶ日本の音風景』
  - 『なんでもランケングショー』
  - 『新 お国 de 発見伝』（2011年10月から）
  - 『静雄・まゆみのなりきり迷惑劇場』（同上）
  - 『ふるさと回覧板』（同上）
  - 『アオヤギのオッと気になる絶滅動物記』
  - 『白井静雄のこの目で見てきた旅日記』（2011年10月から）
  - 『白井静雄の昭和人物列伝』（2012年1月から）

- 2010年度
  - 『なんでもランケングショー』
  - 『ふるさとニュース』

- 2009年度
  - 『あの街この街、ふるさと便り』
  - 『新 お国 de 発見伝』
  - 『ふるさと回覧板』
  - 『アオヤギさんのお取り寄せ!』
  - 特別番組「STOP GUN ラジオシンポジウム」（2010年1月31日放送）
  - 特別番組「私の選択〜意思を表示するということ」（2010年3月7日放送）

- 2008年度
  - 基本的に2007年度と同じだが、選曲は竹内靖夫になっている。

- 2007年度
  - 2006年度までのコーナーを踏襲している他、毎週メッセージ･テーマを設けて、リスナーからのメッセージを取り上げている。[13]

- 2006年度
  - 『あの街この街、ふるさと便り』
    - 各局の人気アナウンサーが登場する。ふるさとの祭り、イベントや観光スポットを紹介する。

  - 『ふるさと回覧板』
    - リスナーからのハガキやメール、FAXを紹介する。

  - 『ゲストコーナー』
    - タレントや著名人が、「我が故郷」を熱く語る。

  - 『お国 de 発見伝』
    - ネット各局の社員が登場し、「想い出の味」などを紹介する。

  - サッポロビールPRESENTSガンバレ!!箱根駅伝応援キャンパスレポート
    - （2005年度のこのコーナーは『大野勢太郎の日曜昼型ラジオ』内で15:15頃に放送していた。今シーズンよりこの時間へ移動。19:25頃から15分弱、12月24日までの期間限定コーナー）

このコーナーは2007年度も11月11日から12月30日までの期間限定で放送されたが、2008年度は放送なし。
- 2005年度以前
  - ふるさとアイキャッチ
  - ふるさと頑張れJ
  - お国でミート
    - ネット局の東京支社から社員が登場。

## 公式サイト
- ラジオふるさと便BLOG

| 文化放送 ナイターオフ日曜19時台                                              | 文化放送 ナイターオフ日曜19時台           | 文化放送 ナイターオフ日曜19時台                                      |
| 前番組                                                                       | 番組名                                    | 次番組                                                               |
| ---------------------------------------------------------------------------- | ----------------------------------------- | -------------------------------------------------------------------- |
| 2001年度: 豊田泰光ウルトラサンデー （17:40 - 20:00のスポーツ情報ワイド番組） | ラジオふるさと便 (2002年10月 - 2013年3月) | キニナル （18:00 - 20:00の2時間生放送ワイド） （これ以降通年番組枠） |